# Tórshavn
Tórshavn je glavni grad Farskih otoka. Ima 19 282 stanovnika.
Nalazi se na otoku Streymoy, a ime mu znači Thorovo pristanište, prema nordijskom bogu grmljavine, Thoru.

## Povijest
Smatra se da je grad Tórshavn osnovan još u 9. stoljeću, te se zbog toga smatra jednim od najstarijih glavnih gradova u sjevernoj Europi. Nakon što neki Vikinzi nisu mogli podnijeti tiraniju njihovog vladara Haralda I. od Norveške, brodovima idu na zapad te dolaze do Farskih otoka. Na Farskim otocima grade svoj parlament kojega su zvali Ting na poluotoku Tinganesu 825. godine. Do dolaska Vikinga otoci su bili nenaseljeno područje. U srednjem vijeku Tórshavn, pa i cijeli Farski otoci bili su pod vlašću Norveške krune. Do većeg razvoja grada dolazi tek nakon protestantske reformacije koje je Farske otoke zahvatila 1539. godine. 1709. godine grad dolazi pod upravu Danske krune, te je pod njihoom upravom ostao do danas. Tijekom Drugog svjetskog rata vojska Velike Britanije okupirala je grad, da Nijemci ne bi mogli napadati Britaniju sa sjevera. Odmah nakon završetka rata, Britanija je Tórshavn prepustila Danskoj.

## Politika
U Tórshavnu se nalazi farski parlament, poznatiji pod nazivom Løgting. Parlament se nalazi na poluotoku Tinganesu. 

## Sport
U Tórshavnu postoje četiri nogometna (Havnar Bóltfelag, B36 Tórshavn, Argja Bóltfelag, FRAM Ítróttarfelag i Undri) i tri rukometna kluba (Kyndil, Neistin i H71).

## Poznate lokacije
- Tinganes, stari dio grada, najstariji zapisi su stari više od 500 godina.
- Tórshavn Dome, druga najstarija crkva na Farskim otocima.
- Tórshavnska luka
- Skansin
- Listasavn Føroya, Farski muzej.
- Crkva Vesturkirkjan
- Povijesni muzej Hoyvík
- Botanički vrt, s oko 150 biljaka koje rastu na Farskim otocima
- Kirkjubøur, najpoznatija povijesna lokacija na otocima
- Niels Finsens gøta, jedina pješačka ulica u gradu

## Institucije
- Løgting, farski parlament
- Farska televizija
- Sveučilište
- Postverk Føroya, Farska pošta
- 12 konzultata. Sljedeće države imaju svoje konzultate: Brazil, Finska, Francuska, Nizozemska, Island, Italija, Norveška, Rusija, Velika Britanija i Švedska.

## Gradovi prijatelji
- Asker
- Garðabær
- Jakobstad
- Mariehamn, Finska
- Eslöv
- Birkerød